# Сандей Олісе
Сандей Олісе (англ. Sunday Oliseh, нар. 14 вересня 1974, Абаво) — нігерійський футболіст, що грав на позиції півзахисника. По завершенні ігрової кар'єри — футбольний тренер.
Виступав за національну збірну Нігерії, у складі якої ставав володарем кубка африканських націй та олімпійським чемпіоном.

## Клубна кар'єра
Сандей Олісе народився в Нігерії, в містечку Абаво поблизу міста Порт-Харкорт. Свою футбольну кар'єру Сандей розпочав у 16-річному віці в команді «Юліус Бергер». 1990 року Сандей разом з батьками переїхав до Бельгії, щоб виступати за «Льєж». У своєму новому клубі Оліс в першому сезоні відіграв всього 3 гри. У наступних сезонах Сандей регулярно з'являвся в складі «Льєжа», за чотири роки провівши 75 матчів та забивши 3 м'ячі.
1994 року Олісе перейшов в італійську «Реджяну» з міста Реджо-Емілія. В Серії А Сандей провів 29 матчів та забив 1 м'яч. За підсумками сезону 1994/1995 команда покинула елітний дивізіон, зайнявши передостанню 17 сходинку в турнірній таблиці. Оліс не став залишатися в клубі, і 1995 року перейшов у німецький «Кельн». Потрапивши в команду середняка Бундесліги, Олісе одразу потрапив в основний склад. У «Кельні» Сандей провів два роки, провівши 54 матчі та забивши 5 м'ячів. Його гра за «Кельн» не залишила без уваги селекціонерів нідерландського «Аякса», в який він перейшов 1997 року.
У зоряному складі «Аяксі» Олісе був одним з найкращих, провівши за два сезони в Ередивізі 54 матчі та забивши 8 м'ячів. За цей час Сандей став чемпіоном Нідерландів у 1998 році та дворазовим володарем кубка Нідерландів в 1998 і 1999 роках. 1999 року Сандей перейшов в італійський «Ювентус», але в основному складі закріпитися не зміг, вийшовши всього в 8 матчах.
2000 року Олісе перейшов в дортмундську «Боруссію», трансфер нігерійського гравця обійшовся німцям у 6,8 млн. доларів. У своєму першому сезоні за «Боруссію» Сандей провів 22 матчі, а його команда посіла третє місце в чемпіонаті Німеччини сезону 2000/2001, і потрапила в розіграш кубка Ліги чемпіонів. У єврокубковому сезоні 2001/2002 «Боруссії» належало зустрітися з українським «Шахтарем» у третьому кваліфікаційному раунді. У гостьовому матчі в Донецьку «Боруссія» перемогла 2:0, а Олісе відзначився голом на 73 хвилині матчу. У матчі-відповіді «Боруссія» перемогла 3:1, Олісе провів на полі всі 90 хвилин. Пройшовши «Шахтар», «Боруссія» потрапила в групову стадію в одну групу з «Ліверпулем», «Боавіштою» і з «Динамо» з Києва. Сандей провів 5 матчів в групі з 6, але «Боруссія» зайняла лише 3 місце в групі і вилетіло в плей-оф кубка УЄФА. У кубку УЄФА 2001/2002 Олісе провів 7 матчів, а «Боруссія» дійшла до фіналу, де поступилася нідерландському «Феєнорду» 3:2, у фіналі Сандей участі не брав. У чемпіонаті Німеччини 2001/2002 Олісе став чемпіоном Німеччини провівши за команду 18 матчів та забивши 1 гол, «Боруссія» всього на одне очко випередила «Баєр 04».
2002 року Олісе перейшов на правах оренди в інший німецький клуб «Бохум»,, де за 1,5 року Сандей провів 32 матчі в яких відзначився 1 м'ячем. Але «Бохуму» довелося розірвати договір оренди, у зв'язку з інцидентом які відбулися після матчу чемпіонату Німеччини проти «Ганзи», Олісе посварився з іранським одноклубником Вахідом Хашемяном, в бійці якому зламав ніс. Після повернення в «Боруссію» Оліес провів 11 матчів, але керівництво команди вирішило розірвати з ним угоду, яка була чинною до літа 2005 року.
2005 року, будучи вільним агентомб Олісе перейшов з «Боруссії» в бельгійський «Генк», але в складі «Генка» Сандей провів лише 16 матчів, після яких 23 січня 2006 року завершив кар'єру з особистих причин.

## Виступи за збірну
1993 року дебютував в офіційних матчах у складі національної збірної Нігерії. Наступного року Сандей став володарем Кубка африканських Націй 1994 року у Тунісі. У фіналі збірна Нігерії з рахунком 2:1 перемогла збірну Замбії. Влітку того ж року складі збірної був учасником чемпіонату світу 1994 року у США, зігравши в усіх чотирьох матчах збірної на турнірі.
Наступного року як континентальний чемпіон поїхав зі збірною на Кубок Короля Фахда 1995 року у Саудівській Аравії, де зіграв лише в першому матчі проти збірної Японії, а Нігерія зайняла на турнірі четверте місце.
1996 року Олісе у складі олімпійської збірної Нігерії став олімпійським чемпіоном на турнірі в США у містах Орландо, Маямі та Афенс. По ходу турніру збірна Нігерії в півфіналі змогла перемогти збірну Бразилії з рахунком 4:3. У фіналі 3 серпня 1996 року Нігерія здолала Аргентину 3:2.
На Чемпіонаті Світу 1998 року у Франції, куди Олісе також був взятий, збірна Нігерії потрапила в одну групу з Болгарією, Парагваєм та Іспанією. Мало хто припускав що «Супер Орли» зможуть вийти з групи, але в першому ж матчі проти зіркової збірної Іспанії, Нігерія здобула сенсаційну перемогу з рахунком 3:2, вирішальний третій м'яч забив Олісе, пробивши з 24-х метрів. Його гол був названий одним з найкращих на турнірі. Нігерія вийшла з першого місця в 1\8 фіналу, але там поступилася збірній Данії 1:4.
Після цього у складі збірної виступав на Кубку африканських націй 2000 року у Гані та Нігерії, де разом з командою здобув «срібло», та Кубку африканських націй 2002 року у Малі, на якому команда здобула бронзові нагороди.
Протягом кар'єри у національній команді, яка тривала 10 років, в багатьох матчах був капітаном і провів у формі головної команди країни 63 матчі, забивши 4 голи.

### Тренерська кар'єра
2007 року Олісе працював спортивним директором в бельгійському клубі «Ейпен», а з 2008 по квітень 2009 року очолював клуб «Вервьєтуаз», який виступав у третьому дивізіоні «Б» бельгійського чемпіонату.

## Статистика

### Клубна
| Чемпіонат  | Чемпіонат             | Чемпіонат   | Ліга | Ліга |
| Сезон      | Клуб                  | Ліга        | Ігри | Голи |
| Бельгія    | Бельгія               | Бельгія     | Ліга | Ліга |
| ---------- | --------------------- | ----------- | ---- | ---- |
| 1990/91    | «Льєж»                | Ліга Жупіле | 3    | 0    |
| 1991/92    | «Льєж»                | Ліга Жупіле | 16   | 1    |
| 1992/93    | «Льєж»                | Ліга Жупіле | 30   | 2    |
| 1993/94    | «Льєж»                | Ліга Жупіле | 26   | 0    |
| Італія     | Італія                | Італія      | Ліга | Ліга |
| 1994/95    | «Реджяна»             | Серія A     | 29   | 1    |
| Німеччина  | Німеччина             | Німеччина   | Ліга | Ліга |
| 1995/96    | «Кельн»               | Бундесліга  | 24   | 0    |
| 1996/97    | «Кельн»               | Бундесліга  | 30   | 4    |
| Нідерланди | Нідерланди            | Нідерланди  | Ліга | Ліга |
| 1997/98    | «Аякс»                | Ередивізі   | 29   | 5    |
| 1998/99    | «Аякс»                | Ередивізі   | 25   | 3    |
| Італія     | Італія                | Італія      | Ліга | Ліга |
| 1999/00    | «Ювентус»             | Серія A     | 8    | 0    |
| Німеччина  | Німеччина             | Німеччина   | Ліга | Ліга |
| 2000/01    | «Боруссія» (Дортмунд) | Бундесліга  | 22   | 0    |
| 2001/02    | «Боруссія» (Дортмунд) | Бундесліга  | 18   | 1    |
| 2002/03    | «Боруссія» (Дортмунд) | Бундесліга  | 2    | 0    |
| 2002/03    | «Бохум»               | Бундесліга  | 11   | 0    |
| 2003/04    | «Бохум»               | Бундесліга  | 21   | 1    |
| 2004/05    | «Боруссія» (Дортмунд) | Бундесліга  | 11   | 0    |
| Бельгія    | Бельгія               | Бельгія     | Ліга | Ліга |
| 2005/06    | «Генк»                | Ліга Жупіле | 16   | 0    |
| Країна     | Бельгія               | Бельгія     | 91   | 3    |
| Країна     | Італія                | Італія      | 37   | 1    |
| Країна     | Німеччина             | Німеччина   | 139  | 6    |
| Країна     | Нідерланди            | Нідерланди  | 54   | 8    |
| Всього     | Всього                | Всього      | 321  | 18   |

## Титули і досягнення
- Чемпіон Нідерландів (1):

«Аякс»: 1997-98
- Володар Кубка Нідерландів (2):

«Аякс»: 1997-98, 1998-99
- Чемпіон Німеччини (1):

«Боруссія» (Дортмунд): 2001-02
- Володар Кубка Інтертото (1):

«Ювентус»: 1999
- Володар Кубка африканських націй (1):

Нігерія: 1994
- Срібний призер Кубка африканських націй: 2000
- Бронзовий призер Кубка африканських націй: 2002
- Олімпійський чемпіон (1):

Нігерія: 1996